# ダニエルズ郡 (モンタナ州)
ダニエルズ郡（英: Daniels County）は、アメリカ合衆国モンタナ州の北東部に位置する郡である。2010年国勢調査での人口は1,751人であり、2000年の2,017人から13.3％減少した。郡庁所在地はスコービー市（人口1,017人）であり、同郡で人口最大の自治体でもある。
2000年時点でダニエルズ郡は、相対的田舎度指標で計測して大陸アメリカ合衆国で最も田舎だと見なされた。

## 歴史
ダニエルズ郡は1920年にシェリダン郡とバレー郡の一部を合わせて創設された。郡名は地元の牧場主マンスフィールド・ダニエルズに因んで命名された。

## 地理
アメリカ合衆国国勢調査局に拠れば、郡域全面積は1,427平方マイル (3,695.9 km2)であり、このうち陸地は1,426平方マイル (3,693.3 km2)、水域は1平方マイル (2.6 km2)で水域率は0.03％である。
ダニエルズ郡の土地はほとんどうねりのある平原である。ポプラ川が郡内を流れている。

### 主要高規格道路
- モンタナ州道5号線
- モンタナ州道13号線

### 隣接する郡
- バレー郡 - 西
- ルーズベルト郡 - 南
- シェリダン郡 - 東
- カナダ、サスカチュワン州オールドポスト43号 - 北西
- カナダ、サスカチュワン州ポプラバレー12号 - 北
- カナダ、サスカチュワン州ハートビュート11号 - 北
- カナダ、サスカチュワン州ハッピーバレー10号 - 北東

## 経済
ダニエルズ郡の主要な収入源は牛と乾燥農法のコムギである。

## 人口動態
以下は2000年の国勢調査による人口統計データである。
| 基礎データ - 人口: 2,017人 - 世帯数: 892 世帯 - 家族数: 561 家族 - 人口密度: 0.55人/km2（1.4人/mi2） - 住居数: 1,154軒 - 住居密度: 0軒/km2（1軒/mi2） 人種別人口構成 - 白人: 96.03% - ネイティブ・アメリカン: 1.29% - アジア人: 0.25% - 太平洋諸島系: 0.10% - その他の人種: 0.59% - 混血: 1.74% - ヒスパニック・ラテン系: 1.59% 先祖による構成 - ノルウェー系：35.7％ - ドイツ系：20.0％ - アイルランド系：7.8％ - フランス系：5.5％ 年齢別人口構成 - 18歳未満: 22.1% - 18-24歳: 4.9% - 25-44歳: 20.0% - 45-64歳: 29.5% - 65歳以上: 23.5% - 年齢の中央値: 47歳 - 性比（女性100人あたり男性の人口） - 総人口: 96.0 - 18歳以上: 97.9 | 世帯と家族（対世帯数） - 18歳未満の子供がいる: 23.7% - 結婚・同居している夫婦: 54.9% - 未婚・離婚・死別女性が世帯主: 5.5% - 非家族世帯: 37.1% - 単身世帯: 33.6% - 65歳以上の老人1人暮らし: 17.5% - 平均構成人数 - 世帯: 2.22人 - 家族: 2.84人 収入と家計 - 収入の中央値 - 世帯: 27,306米ドル - 家族: 35,722米ドル - 性別 - 男性: 24,405米ドル - 女性: 18,421米ドル - 人口1人あたり収入: 16,055米ドル - 貧困線以下 - 対人口: 16.9% - 対家族数: 13.4% - 18歳未満: 19.2% - 65歳以上: 13.2% |

## 都市と町

### 都市
- スコービー - 郡庁所在地

### 町
- フラックスビル

### その他の町
- フォービューツ
- ピアレス
- ホワイトテイル

## 教育
郡内には幼稚園生から12年生の学校が1校のみある。